# Spomenik neodvisnosti, Kolombo
Spomenik neodvisnosti s spominsko dvorano (angleško Independence Memorial Hall, tudi Independence Commemoration Hall) je narodni spomenik na Šrilanki, zgrajen v spomin na neodvisnost od britanske vladavine in ponovno vzpostavitvijo suverenosti na Cejlonskih volitvah 4. februarja 1948. Stoji na Trgu neodvisnosti (nekdanji trg Torrington) v Cimetovih vrtovih v Kolombu. V njem je tudi spominski muzej.
Spomenik je bil zgrajen na mestu, kjer je potekala slovesnost, ki je zaznamovala začetek samouprave, z otvoritvijo prvega parlamenta s strani princa Henrika, vojvode Gloucestrskega in je potekala na posebnem podiju.
Na čelu je kip prvega premierja države Dona Stephena Senanayake, Očeta naroda. Večina vsakoletnih praznovanj narodnih praznikov poteka tukaj. Poleg tega, da je spomenik, je dvorana služila kot slovesna dvorana za senat in predstavniški dom Cejlona, dokler se parlament ni preselil v nov parlamentarni kompleks. Trenutno ga uporabljajo za razne verske dogodke in praznovanja ob državnih praznikih.

## Zasnova
Stavbo je zasnovala skupina osmih pomembnih arhitektov, ki jih je vodil Tom Neville Wynne-Jones,  poleg njega še F.H. Billimoria, Shirley de Alwis, Oliver Weerasinghe, Homi Billimoria, Justin Samarasekera in M. B. Morina. Zasnova stavbe temelji na Magul Maduwa (dvorana praznovanj), kraljevi sprejemni dvorani Kandijskega kraljestva, zadnjega avtohtonega kraljestva otoka, kjer je bila 5. marca 1815 podpisana Kandijska konvencija med Britanci in kandijskimi poglavarji (Radalas), ki je končala kraljestvo.

## V popularni kulturi
Spominska dvorana je bila predstavljena kot postanek v četrti sezoni resničnostnega tekmovanja The Amazing Race Asia in 1. sezoni The Amazing Race Australia.

## Dogodki
- praznovanja ob prazniku neodvisnosti
- slovesen obred predsednika Maithripale Sirisene
- pogreb predsednika Ranasinghe Premadase, tretjega predsednika Šrilanke
- pogreb Gaminija Dissanayakeja, pomembnega šrilanškega politika
- pogreb Lakshmana Kadirgamarja; tamilski odvetnik in državnik, bil je minister za zunanje zadeve Šrilanke od leta 1994 do leta 2001 in ponovno od aprila 2004 do njegovega atentata avgusta 2005
- pogreb W.D. Amaradewa; uveljavljen šrilanški vokalist, violinist in skladatelj.